# Mali Kopanyi
Mali Kopanyi (ukránul: Малі Копані) falu Ukrajna Herszoni területének Hola Pisztany-i járásában. Helyi önkormányzata a Mali Kopanyi-i Községi Tanács.
Lakossága a 2001-es népszámlálás idején 2159 fő volt. Ebből 91,2% ukrán, 7,55% orosz nemzetiségű.
A település első írásos említése 1786-ból származik, amikor egy francia utazó útleírásában szerepelt. A település elődjét orosz katonai posztként hozták létre. Kezdetben földműveléssel foglalkozó lakossága nem volt. Az első lakosok 1796 után jelentek meg, amikor az orosz kormányzat erőteljes betelepítést kezdett a Tavrijai kormányzóságba és akkor állami parasztokat költöztettek oda. A második nagyobb betelepítés 1810-ben történt, amikor a Csernyigovi kormányzóságból költöztek át állami. Egy 1866-os orosz összeírás szerint a faluban 199 porta volt és 1400 lakos élt. Ekkor már iskola, imaház és bolt is létezett a településen.
A faluban az 1920-ésvek évek végén több szövetkezeti gazdaságot hoztak létre a faluban. Az 1930-as évek közepén zajlott le a kollektivizálás. Ennek során három kolhozt hoztak létre a faluban.
A második világháború alatt a falu 1941. szeptember 13. és 1943. augusztus 4. között volt német megszállás alatt.
A faluban általános iskola és óvoda működik. Pravoszláv temploma az Ukrán Ortodox Egyház moszkvai patriarchátusahoz tartozik.